# Курвуазье, Рене
Рене Леон Курвуазье (фр. René Léon Courvoisier; 9 июня 1907, Лозанна — 2 января 1989, Ванс) — швейцарский хоккеист на траве, нападающий. Участник летних Олимпийских игр 1936 года.

## Биография
Рене Курвуазье родился 9 июня 1907 года в швейцарском городе Лозанна.
Играл в хоккей на траве за «Стад-Лозанн» из Лозанны.
В 1936 году вошёл в состав сборной Швейцарии по хоккею на траве на летних Олимпийских играх в Берлине, поделившей 7-9-е места. Играл на позиции нападающего, провёл 3 матча, забил 2 мяча (по одному в ворота сборных Бельгии и Дании).
Умер 2 января 1989 года во французской коммуне Ванс.